# Pferrach
Pferrach ist ein Gemeindeteil der Stadt Auerbach in der Oberpfalz im bayerischen Landkreis Amberg-Sulzbach.

## Lage
Das Dorf liegt auf freier Flur, etwa vier Kilometer nordwestlich der Stadt an der Staatsstraße 2162.

## Geschichte
Vermutet wird, dass in Pferrach anstelle des heutigen Anwesens Nr. 4 ein dem heiligen Nikolaus geweihtes Kloster der Benediktinerinnen stand. Diese sollen dann in das Karmelitenkloster Bamberg abgewandert sein. Caspar Bruschius berichtet in seinem Werk von 1551 Extra Michelsfeldensis Coenobii muros est trans Steinwasserium rivum colliculus cum vetusto phano S. Nicolai, in quo antiquitus & a prima Coenobii fundatione Moniales Benedictinae professionis victitarunt. Hae postea reformatae Babenbergam in S. Theodorae Coenobii translatae sunt (Außerhalb der Mauern der Abtei Michelfeld und jenseits des Baches Steinwasser liegt auf einem Hügel ein Schrein des Heiligen Nikolaus, in dem von alters her und zuerst Benediktinernonnen lebten. Diese wurden später in das Kloster der Heiligen Theodora zu Bamberg übersiedelt.) Das romanische Kirchengebäude (Kirchenschiff 13,4 × 9,3 m, angebaute eingezogene und geostete Sakristei 6,5 × 6,4 m) wies ein Rundbogenportal sowie entsprechende Fensternischen auf. Die Westseite schloss ein großer romanischer Bogen ab, der offensichtlich gleichzeitig die Direktverbindung zu einem größeren Gebäude darstellte. 1977 wurde das Anwesen mit den „sonderbaren Fenstern“ und den außergewöhnlich dicken Grundmauern abgebrochen.
Eine andere Besonderheit von Pferrach war ein 1918 errichtetes Windrad beim Anwesen Nr. 2. Durch einen Sturm wurde es 1981 so beschädigt, dass es abgebaut werden musste.
Pferrach gehörte bis 1978 zur Gemeinde Michelfeld und wurde mit dieser am 1. Mai 1978 nach Auerbach eingegliedert.